# Morrisound Recording
Morrisound Recording – studio nagraniowe zlokalizowano w mieście Tampa w stanie Floryda w USA. Powstało 1981 roku i od samego początku cieszy się duża popularnością i uznaniem grup muzycznych wykonujących thrash oraz death metal. Do najbardziej znanych producentów Morrisound należą właściciel Jim Morris oraz Scott Burns.
Wydawnictwa zrealizowane w studio to m.in. Arise grupy Sepultura, Blessed Are the Sick grupy Morbid Angel, Leprosy grupy Death czy Harmony Corruption autorstwa Napalm Death. Ponadto w studio nagrywali m.in. Cannibal Corpse, Control Denied, Demons & Wizards, Destiny’s Child, Iced Earth, Kreator, Marilyn Manson, Obituary, Ozzy Osbourne, Robert Plant, Public Enemy, Puff Daddy, Six Feet Under, Suffocation oraz Voodoocult.